# Индепенденца
Индепенденца (на румънски: Independența) е село-център на селска община в окръг Констанца в Северна Добруджа, Румъния.

## География
Селото разположено само на 1 км от границата с България и на 70 км югозападно от окръжния център Констанца. Кметството включва пет села:
- Индепенденца (исторически наименования:  Bairamdede, на турски: Bayramdede);
- Фънтъна Маре (историческо наименование: Bașpunar, на турски:Başpınar);
- Мовила Верде (исторически наименования: Fetești, на турски: Kızıl Murat);
- Олтени (историческо наименование: Demircea, на турски:Demirci);
- Туфани (исторически наименования: Cara Agi, на турски: Karacy);

## Демография
Общината има следната демографска структура:
|  |  |  |

|  |  |  |